# フェリーチェ玉村国際小学校
フェリーチェ玉村国際小学校（ふぇりーちぇたまむらこくさいしょうがっこう）は、群馬県佐波郡玉村町にある私立小学校。株式会社立学校として日本で2番目に開校した小学校である。

## 概要
- 聖書に基づく人格教育をベースにした幼小連携教育校である[2]。
- 構造改革特別区域法に基づき、内閣総理大臣より「玉村町国際教育特区」の認定を受けて開校した[3]。

## 沿革
（出典は学校設立会社の沿革より）
- 2004年（平成16年）4月	-  英語を特徴とした認可外保育施設として伊勢崎市宮子町に「フェリーチェ幼児園」を発足
- 2009年（平成21年）4月	-  「フェリーチェインターナショナルスクール小学部」発足
- 2010年（平成22年）10月	-  伊勢崎市宮子町から玉村町飯塚へ移転。約2000坪の土地に幼稚部棟、小学部棟、管理棟の3棟を新設
- 2012年（平成24年）10月	-  玉村町の協力を得て、教育特区による小学校の資格取得の申請を内閣府に提出
- 2014年（平成26年）6月	-  内閣総理大臣より「玉村町国際教育特区」の認定を受ける
- 2014年（平成26年）10月	-  玉村町より玉村町国際教育特区学校設置認定書を受ける
- 2015年（平成27年）4月	-  小学部が、群馬県初の民間による私立小学校「フェリーチェ玉村国際小学校」として開校

## 特色
- 英語イマージョン教育を実施しており、小1～小6の全学年に「英語科」を設置している。
- 外国人教師と日本人教師のW担任制である。
- ACSI（Association of Christian Schools International、キリスト教学校国際協会）の認定校である[5]。

## 制服
（出典は公式サイトより）
- 冬服

男子のセーラー襟は紺色に明紺のラインが3本、女子は白い襟に黒いラインが2本である。
- 男子 - セーラー襟のジャケット・ブラウス・長ズボン
- 女子 - セーラー服（赤いリボンを胸に付ける）・スカート

- 夏服

男女共に紺色の襟とカフスにそれぞれ白いラインが2本である。女子のみ赤いリボンを付ける。
- 男子 - セーラーブラウス・膝丈のズボン
- 女子 - セーラー服